# Dzibikak
Dzibikak es una localidad ubicada en el municipio de Umán del estado mexicano de Yucatán.
Tiene una altitud de 7 metros sobre el nivel del mar y se ubica al sur del estado y se ubica en las coordenadas geográficas 20°54′09″N 89°47′39″O / 20.90250, -89.79417.
Según el censo realizado por el INEGI en 2010, era la tercera mayor población del municipio, solo después de la cabecera municipal (Umán) y la localidad de Bolón.

## Servicios públicos
Según el censo de 2005, en Dzibikak hay un total de 264 hogares, de los cuales 248 son viviendas, 28 tienen piso de tierra y unos 92 consisten de una sola habitación, 118 de todas las viviendas tienen instalaciones sanitarias, 220 son conectadas al servicio público y 227 tienen acceso a la luz eléctrica. La estructura económica permite a 2 viviendas tener una computadora, a 118 tener una lavadora y 211 tienen una televisión.

## Educación
Según el censo de 2005, en la población hay 176 analfabetos de 15 y más años, 13 de los jóvenes entre 6 y 14 años no asisten a la escuela. De la población a partir de los 15 años 133 no tienen ninguna escolaridad, 458 tienen una escolaridad incompleta, 144 tienen una escolaridad básica y 29 cuentan con una educación posterior a básica. Un total de 45 de la generación de jóvenes entre 15 y 24 años de edad han asistido a la escuela, la mediana escolaridad entre la población es de 5 años.

## Demografía
Según el censo de 2005 realizado por el INEGI, la población de la localidad era de 1.238 habitantes, de los cuales 628 eran hombres y 610 eran mujeres; mientras que en el 2010, el INEGI reportó un total de 1.388 habitantes.
| 290                         | 358 | 284 | 297 | 256 | 304 | 351 | 463 | 621 | 800 | 994 | 1,069 | 1,238 | 1,388 |
| (Fuente: INEGI [Consultar]) |     |     |     |     |     |     |     |     |     |     |       |       |       |

## Galería

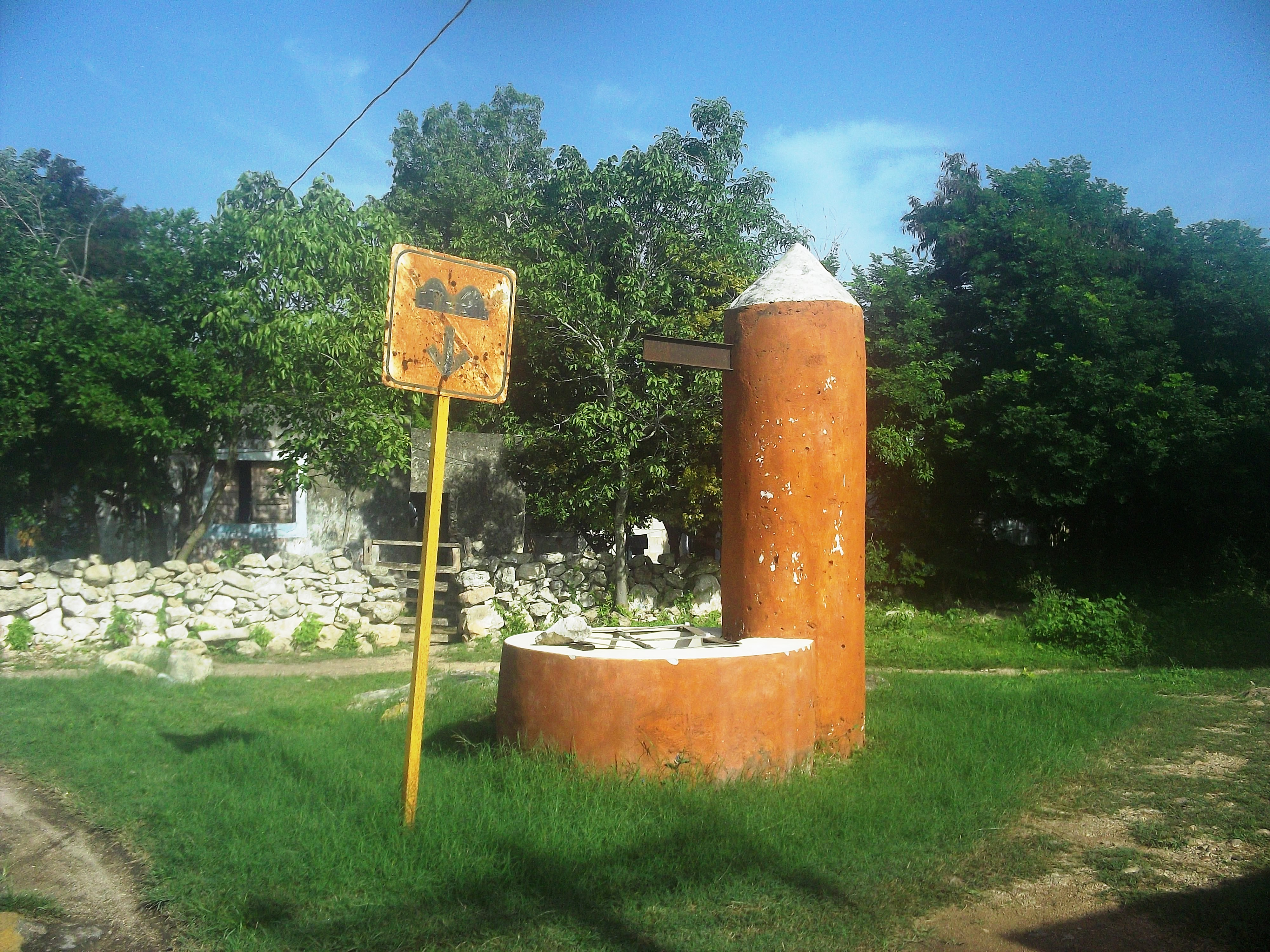
Pozo de Dzibikak.
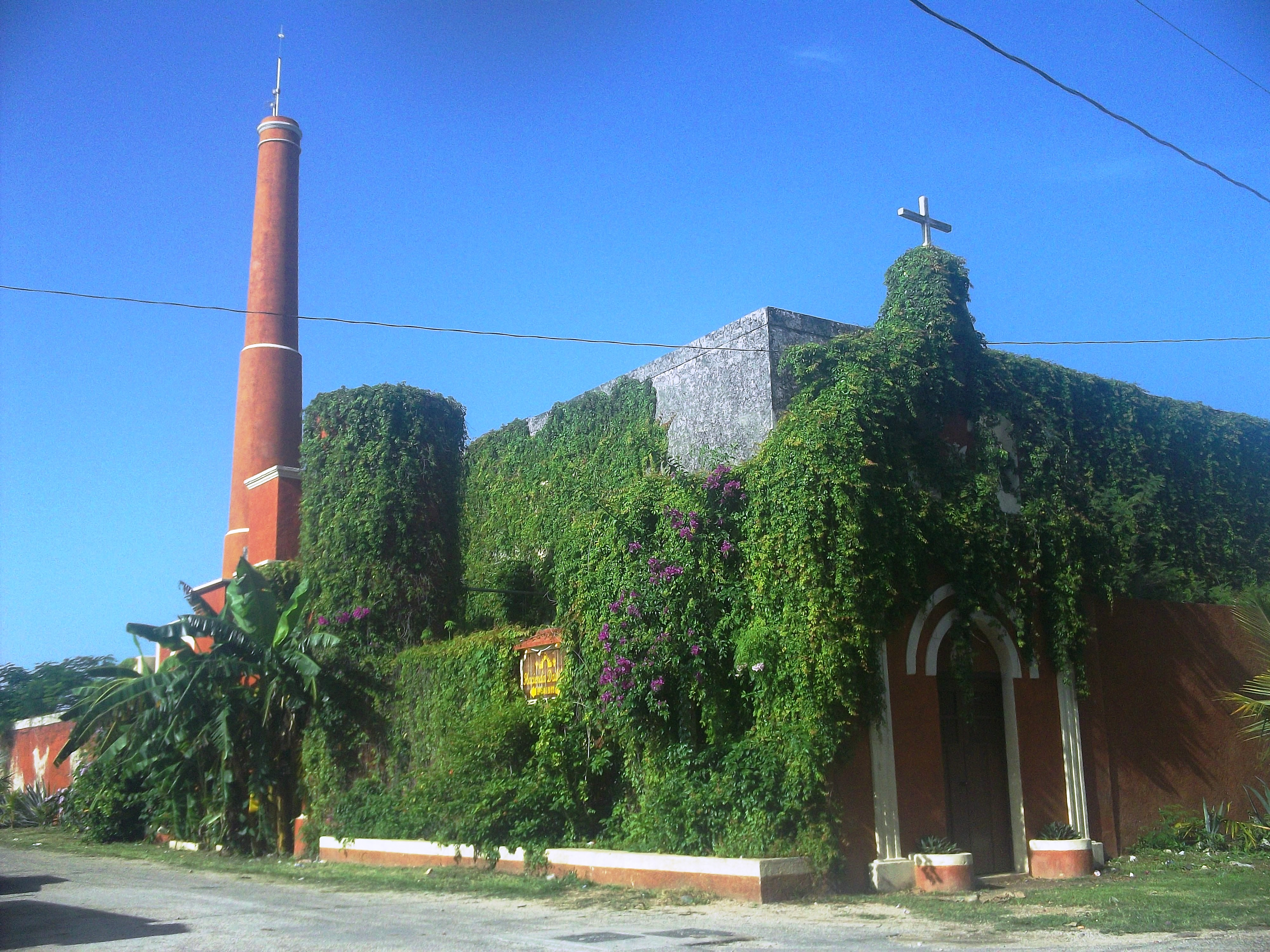
Vista de la hacienda de Dzibikak.
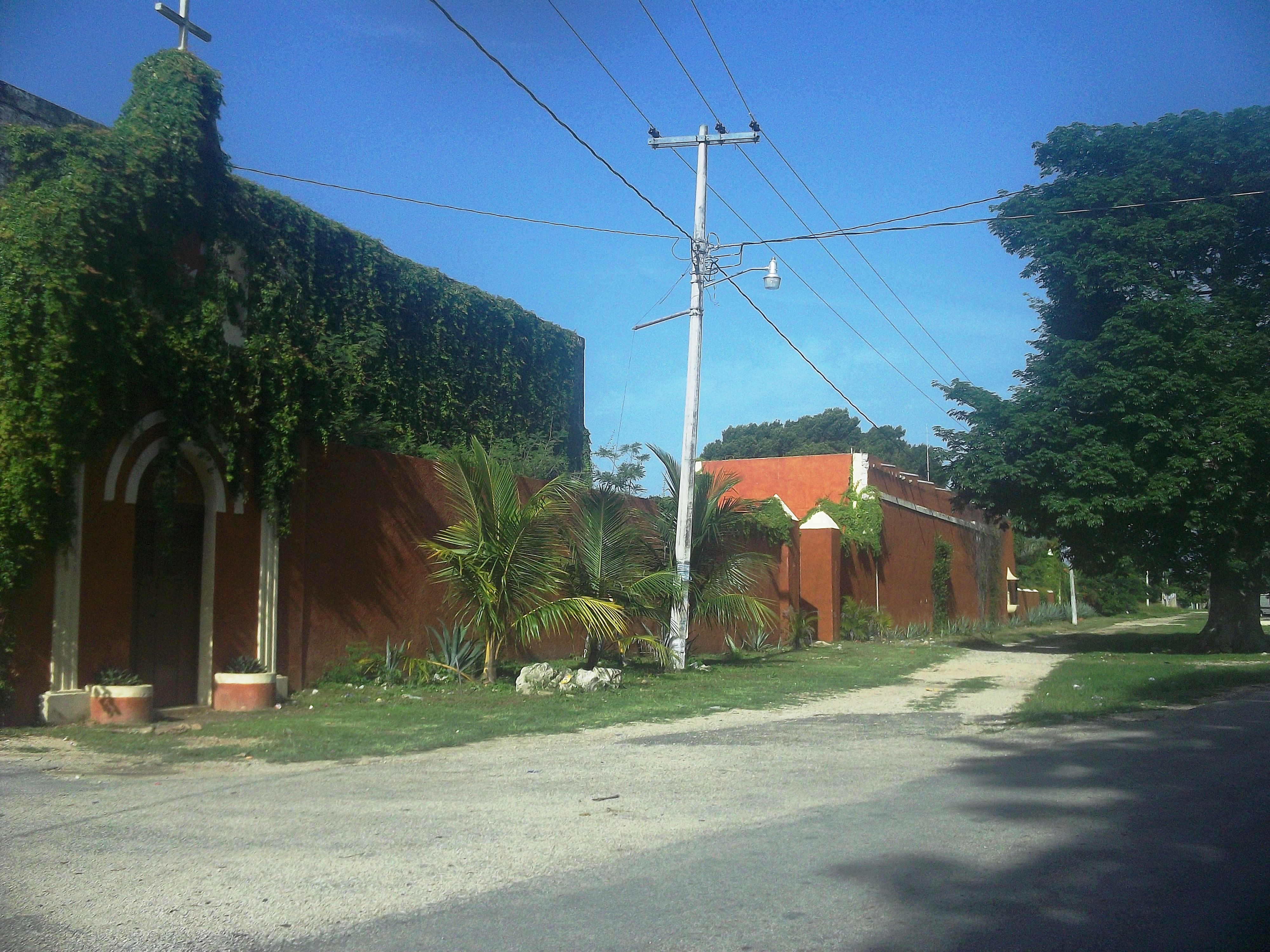
Vista de la hacienda de Dzibikak.
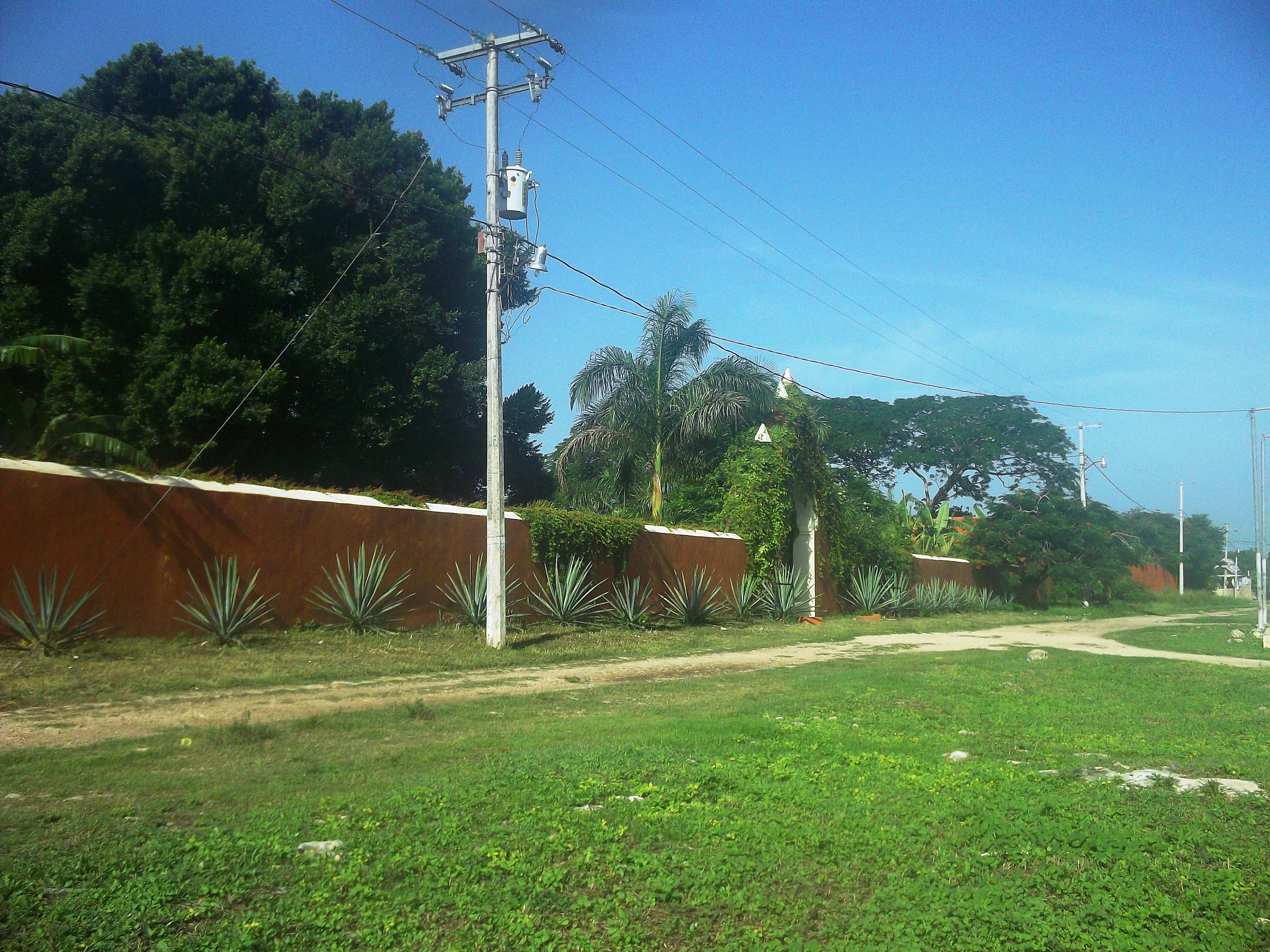
Vista de la hacienda de Dzibikak.
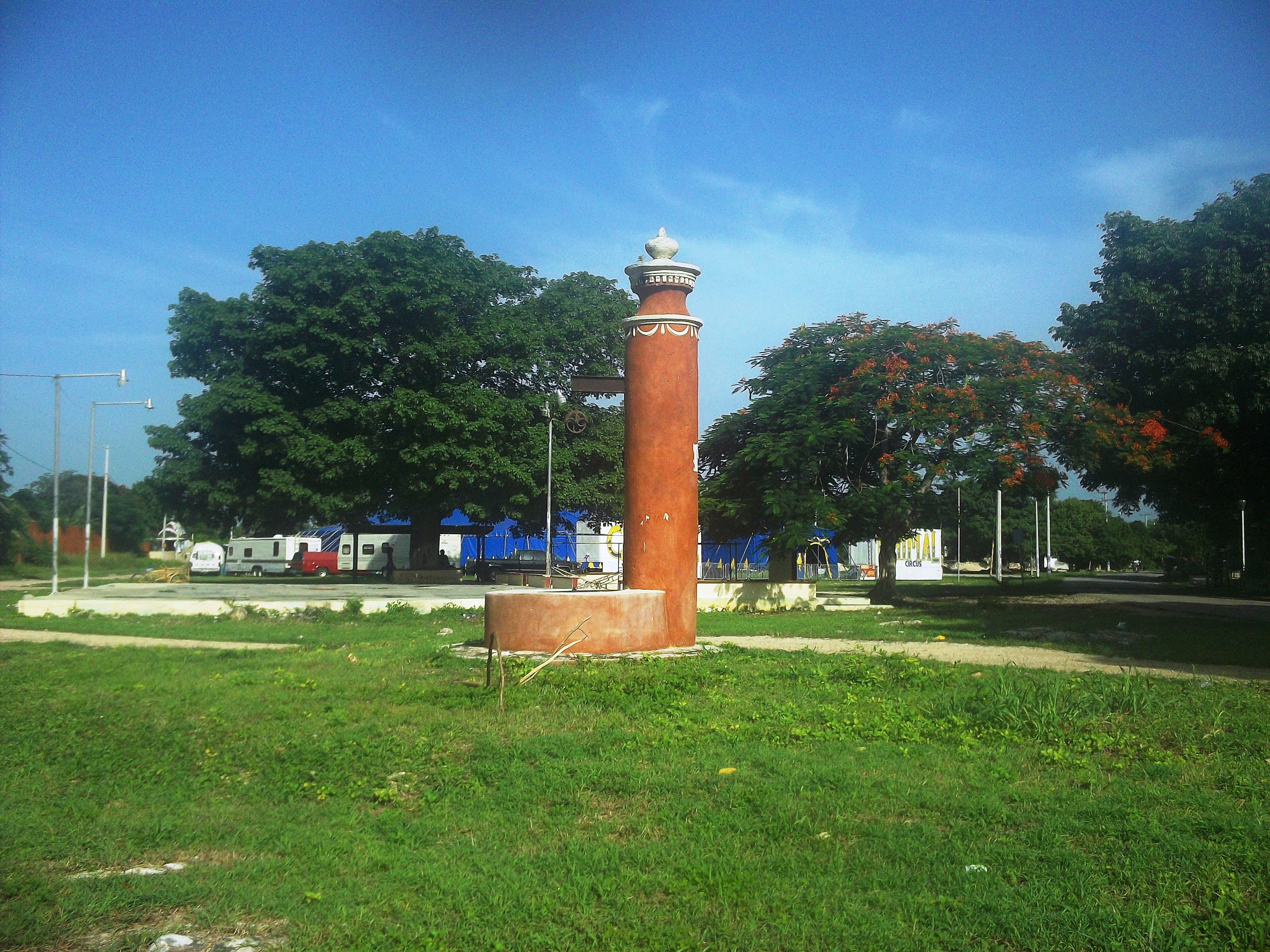
Pozo de Dzibikak.
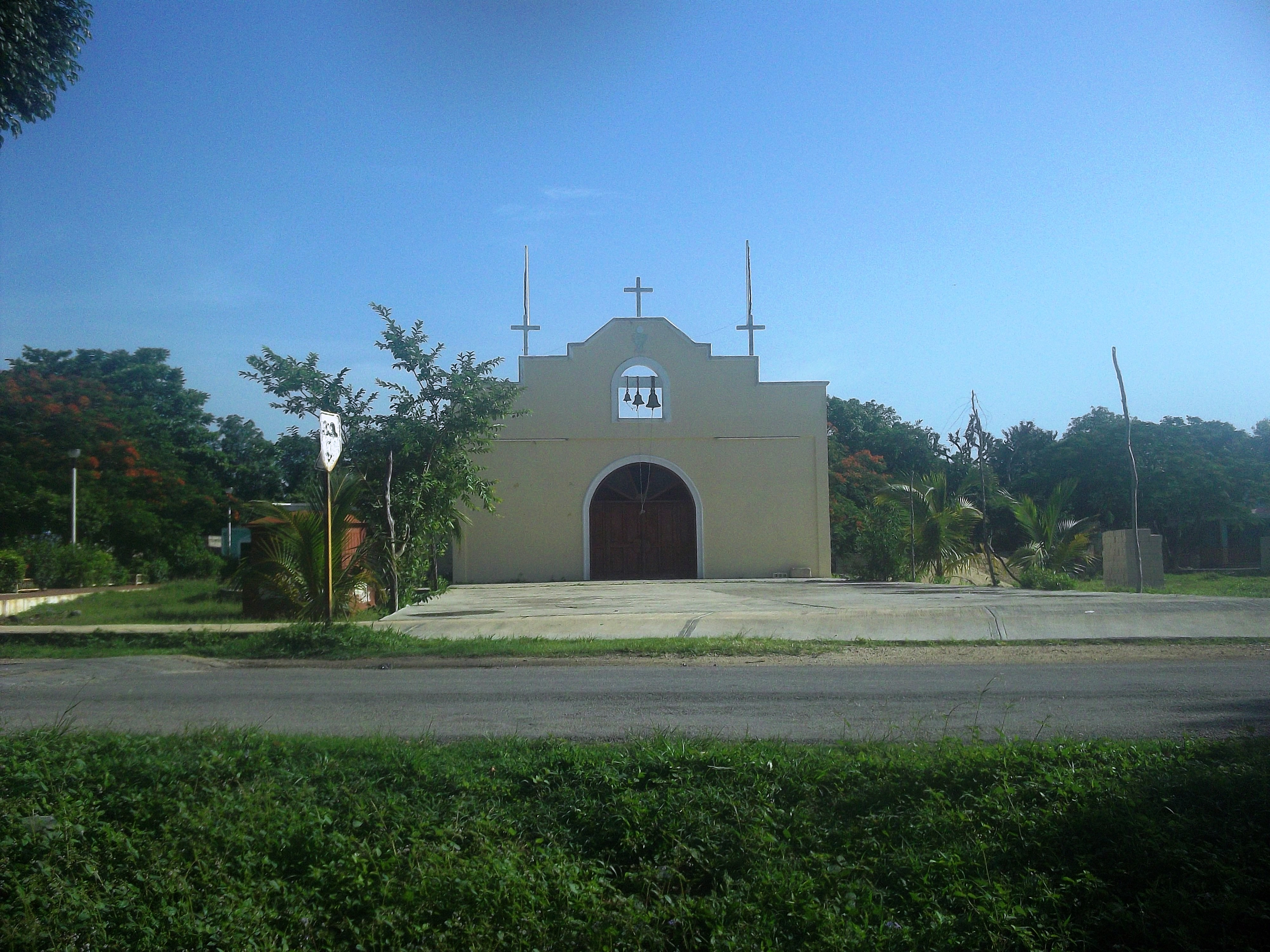
Iglesia de Dzibikak.